# La chiave (film 1958)
La chiave (The Key) è un film del 1958 diretto da Carol Reed.
Il soggetto è tratto dal romanzo Stella di Jan de Hartog.

## Trama
Circa un mese prima dell'entrata in guerra degli Stati Uniti (7 dicembre 1941) un volontario americano con mansioni generiche viene destinato al comando di un rimorchiatore con base a Westport, sugli Approcci Occidentali britannici. La sua destinazione si spiega solo col fatto che dieci anni prima ha comandato un rimorchiatore in America, e perciò egli dubita d'essere all'altezza del compito. Esso consiste nella ricerca e nel recupero a traino di mercantili abbandonati dai loro convogli a causa di avaria, o di attacco sottomarino malriuscito o appositamente sospeso. Un vecchio amico lo aiuterà a fare esperienza in quella che, ad ogni uscita in mare, è spesso a una missione suicida per l'incontro con un sommergibile tedesco regolarmente appostato in prossimità del mercantile. Il nuovo comandante della vecchia carretta, male armata e priva di protezioni, deve guadagnare la fiducia dell'equipaggio; e ci riesce sperimentando nuove tattiche di manovra elusiva.
I comandanti che si succedono, e che scompaiono uno dopo l'altro lasciando nell'armadio le loro uniformi, alloggiano abitualmente presso una donna di origine italiana oppure, in un'altra versione, ticinese. Prima di salpare per un recupero rischioso gli ospiti consegnano la chiave dell'appartamento ad un eventuale successore. Nel mantenere la continuità della successione, la donna adempie il suo ruolo con una rassegnazione continuamente allarmata da presagi di fatalità. E due presagi si avverano.
Il culmine della vicenda si raggiunge allorché un mercantile americano in difficoltà trasmette la sua posizione in chiaro, anziché in cifra. L'incontro col nemico in agguato è dunque sicuro, e il comandante del rimorchiatore rifiuta di mettere a repentaglio la vita del suo equipaggio. La sua reazione non viene biasimata dal personale della capitaneria - e nondimeno egli persuade se stesso e l'equipaggio di dover compiere la missione.

## Finale
Il film ha due finali, collocati in pellicole diverse. Nella versione raramente reperibile in commercio il comandante tenta senza successo di raggiungere il treno, col quale la donna infine abbandona Westport per trasferirsi a Londra (nel racconto di de Hartog lei torna invece alle Ebridi). Nella seconda versione, invece, egli riesce ad agguantare il treno, e si presenta ansimante nello scompartimento davanti a lei, che gli rivolge un lievissimo sorriso.

## Riconoscimenti
- BAFTA 1958
  - miglior attore (Trevor Howard)